# 278956 Shei-Pa
278956 Shei-Pa è un asteroide della fascia principale. Scoperto nel 2008, presenta un'orbita caratterizzata da un semiasse maggiore pari a 3,1963275 au e da un'eccentricità di 0,1122802, inclinata di 22,79183° rispetto all'eclittica.